# Maria Matzner
Maria Matzner (* 5. Jänner 1902 in Zniscenie bei Lemberg; † 13. Mai 1987 in Graz) war eine österreichische Politikerin (SPÖ). Matzner war Mitglied des Bundesrats und Abgeordnete zum Landtag Steiermark sowie Landesrätin in der Steiermark. 
Matzner besuchte die Volks- und Bürgerschule in Graz und absolvierte einen Lehrgang für Büroangestellte. Danach übersiedelte sie nach Wiener Neustadt und war ab 1926 Angestellte im Österreichischen Metallarbeiterverband. 1927 wurde Matzner zur Frauensekretärin der steirischen Sozialdemokratie berufen. bis sie 1934 nach dem Verbot der Sozialdemokratischen Partei ihre Funktion nicht mehr ausüben konnte. Danach wurde Matzner bis 1945 mehrfach verhaftet und inhaftiert. 1945 nahm sie ihre Tätigkeit als Frauensekretärin wieder auf und hatte die Funktion bis 1962 inne. Matzner war zudem von 1946 bis 1962 Abgeordnete zum Steiermärkischen Landtag und von 1950 bis 1962 Landesrätin in der Steiermärkischen Landesregierung. Im Anschluss gehörte Matzner vom 9. März 1962 bis zum 14. Mai 1970 dem Bundesrat an. 

## Auszeichnungen (Auszug)
- Ehrenring des Landes Steiermark